# 平和祈念像

平和祈念像

平和祈念像（へいわきねんぞう）は、長崎県長崎市松山町の平和公園にある像。

## 概要

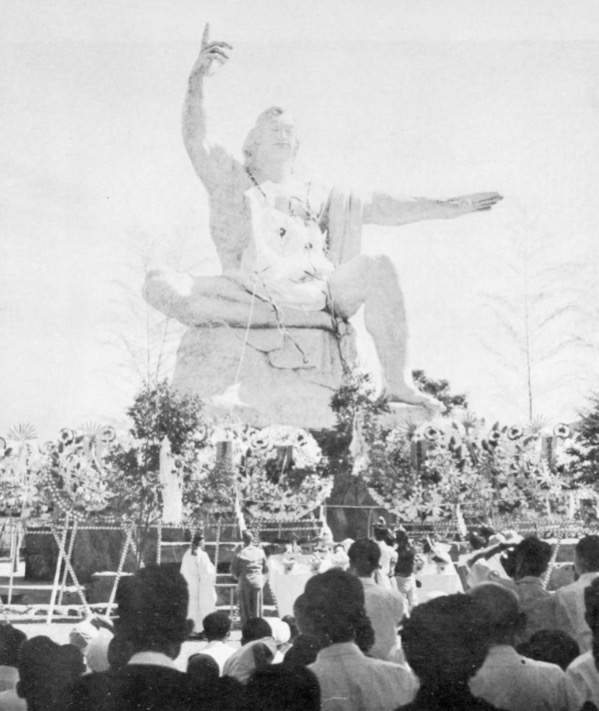
1955年8月8日、平和祈念像の除幕式が開かれた。

1955年（昭和30年）の被爆10周年に向けた記念行事の一環として長崎市が建設を計画し、1951年（昭和26年）に着工、1955年の8月8日に除幕式が行われた。長崎市の平和公園内の願いのゾーンに位置する。
制作は南高来郡旧南有馬町（現:南島原市）生まれの彫刻家、北村西望の制作による。70代の頃、東京都武蔵野市にある井の頭自然文化園内のアトリエにて制作された。
像は高さ9.7メートル、台座の高さ3.9メートル、重さ約30トンで、鉄骨を芯にして、青銅製のパーツの表面には純白の石膏が直付けされている。右手の人差し指には避雷針が設置されている。像の制作費用は3000万円、制作期間は4年で、制作費は全て国内外からの募金により賄われた。台座の費用2000万円は長崎市の予算である。
表左側には「平和祈念像」のプレートがあり、表右側には建立時に長崎市長を務めていた田川務による「平和祈念像建立のことば」、裏側には北村西望による「平和祈念像作者の言葉」の碑文がある。
像のモデルは吉田廣一とされている。
北村西望による「平和祈念像作者の言葉」の碑文の一節には「右手は原爆を示し左手は平和を 顔は戦争犠牲者の冥福を祈る 是人種を超越した人間 時に佛時に神」とある。
1973年（昭和48年）、市民団体により長崎市議会に「平和祈念像撤去に関する請願」が提出され否決された。2010年（平成22年）11月には、「第3回UNI世界大会」が日本の長崎市で開催されたことを記念して郵便事業株式会社が発行した特殊切手の一つのデザインに平和記念像が採用されている。

## 原型・試作品および同型の模型がある施設
この平和記念像の原型は、東京都武蔵野市の井の頭公園内の北村西望彫刻館にある。長崎市白鳥町の長崎拘置支所には、西望が制作時に試作品として作った原型（高さ30センチ）が設置されている。同施設の前身にあたる長崎刑務所浦上刑務支所は、原爆投下時、平和祈念像が建っている地点にあった。刑務所内で爆死した人々を追悼するため、1959年（昭和34年）に有志により設置された。
オリジナルの完成後に、この像をモデルとしてサイズを変更して制作された模型として以下のものがある（制作年代順）。
- 島原城内「西望記念館」設置（長崎県島原市）- 1972年開館の施設に実物の祈念像の制作過程と合わせて展示されている。西望の出身地でもある南島原市（旧南有馬町）にある北村西望記念館とは別の施設である。
- 仙川公園設置（東京都三鷹市新川）- 「みたか百周年記念事業」の一環として1989年（平成元年）に建立。西望は三鷹市に隣接する武蔵野市にアトリエを構え、生前に三鷹市とも関わりが深かった。[8]
- 北とぴあ設置（東京都北区王子）- 正面玄関前に置かれている。西望が1916年（大正5年）から居住し、かつ北区の名誉区民であることと、北区の平和都市宣言施行5周年を記念して、西望の遺族と長崎市などの協力により1992年（平成4年）に建てられた。